# رسووتسی
رسووتسی (به صربی: Rsovci) یک منطقهٔ مسکونی در صربستان است.